# GENeric eXpendable
GENeric eXpendable (GEN-X) ist ein aktiver, abwerfbarer Radarstörsender aus US-amerikanischer Produktion.

## Beschreibung
Im Gegensatz zu konventionellem Düppel stören sie feindliche Radarsysteme aktiv, statt nur eine größere Signatur zu bieten. Ein GEN-X-Täuschkörper kann in die allermeisten Gegenmaßnahmenwerfer amerikanischer Kampfflugzeuge geladen werden (z. B. AN/ALE-39 oder AN/ALE-47) und benötigt vor dem Abwurf keine Verbindung zur Trägerplattform, da es nach dem Ausstoß selbständig nach Radarquellen sucht, welche in seinem EPROM-Speicher gespeichert sind. Der Störkörper besteht aus einem Breitband-Transmitter auf Galliumarsenid-Basis, einigen integrierten Schaltkreisen und einer Lithium-Batterie.